# Утурлы-тепе
Утурлы-тепе, Утурлитепе — крупное средневековое городище расположенное на левом берегу реки Сырдарья, в Ташкентской области Узбекистана, в 70 километрах к юго-западу от Ташкента.
Городище занимает площадь более 60 гектаров. С востока оно ограничено древним руслом Сырдарьи. Городище было изучено 1974 году Ю. Ф. Буряковым и другими учёными. Синхронные слои городища Утурлы-тепе демонстрируют близкую к Чиначкету материальную культуру, расположенного примерно в 30 км к югу от Утурлы-тепе.
С. Г. Хмельницкий опубликовал здание сельского жилища X—XI века близ городища Утурлы-тепе. Прямоугольное в плане, оно состояло из четырёх комнат, каждая из которых имела собственный выход во двор. Его линейную планировку он называет «необычной».
В восточной части Утурлы-тепе открыт квартал зажиточных горожан, состоящих из жилищ конца IX—X веков: пространство в 500 квадратных метров состоит из сплошной застройки многокомнатными домами с комнатами жилого, представительного и хозяйственного назначения. Возведённые из пахсы стены опираются на камышовые прослойки — для их предохранения от подпочвенных солей и сырости. Внутренние стены-перегородки, частично пристроенные позже, возведены из кирпича-сырца размером 20Х20Х7, 34Х17Х4 и 27Х14Х4 сантиметров. Исследователи отмечают, что первый размер характерен для конца IX—X веков, два других — для XI века и позже. Полы парадных помещений вымощены жжёным кирпичом, поставленным на ребро и образующим фигурную ёлочную кладку. Аналогичная застройка, сплошная и плотная, обнаружена в западной части шахристана. Ориентация зданий здесь совпало с ориентацией построек восточной части, что свидетельствует о некоторой регулярности общей застройки города. Из более 30 помещений, составлявших эту западную сторону, открыто 11 комнат, которые входили в состав трёх жилых хозяйств.
К западу от города раскопаны остатки отдельно стоящего жилища, которое исследователи считают сельским. Прямоугольные в плане здание, размерами 18Х5, состояло из четырёх комнат, каждая из которых имела собственный выход, — по видимому, во двор. Как в городских домах, материалом постройки была пахса. Самая большая комната с айваном, размером 5Х3,7 метров, служила гостиной; в трёх других, оборудованных ларями для припасов и очагами, жилые функции совмещались с хозяйственными. Археологическим материалом это здание с обычной линейной планировкой датируется X—XI веками.